# Эверхарт, Энджи
Энджи Эверхарт (англ. Angie Everhart; род. 7 сентября 1969, Акрон) — американская фотомодель и актриса.

## Биография
Ангела Кей Эверхарт родилась и выросла в Акроне (штат Огайо), где она в 1987 году окончила среднюю школу. В 16 лет начала заниматься модельным бизнесом. Появлялась на обложках журналов «ELLE» и «Glamour». В 2000 году снялась обнажённой для журнала «Playboy». Среди множества фотосессий наиболее известными считаются её съёмки для американского издания «Sports Illustrated».
Дебютировала в кино в 1993 году с эпизодической ролью в фильме «Последний киногерой».
В 1996 году сыграла роль хозяйки борделя Лилит в комедийном фильме ужасов "Байки из склепа : Кровавый бордель". Не имея фактически никакого серьёзного актёрского опыта она заполучила эту роль лишь благодаря тому что на момент съемок состояла в отношениях с Сильвестером Сталлоне который в разговоре с продюсером фильма Джоэлом Силвером настоял чтобы Эверхарт включили в актёрский состав.

## Личная жизнь
В 1996—1997 годы Энджи была замужем за актёром Эшли Хэмилтоном.
В 2007—2008 годах встречалась с Джо Пеши.
От отношений с Чэдом Стэнсбери у Энджи есть сын — Кейден Бобби Эверхарт (род. 24.07.2009).
С 6 декабря 2014 года Энджи замужем во второй раз за президентом и соучредителем сервиса по доставке еды «Sunfare» Карлом Ферро, с которым она встречалась 2 года до их свадьбы. В феврале 2018 года Эверхарт подала на развод с Ферро после трёх лет брака.
В 2013 году Энджи был поставлен диагноз рак щитовидной железы, а 14 мая того же года она перенесла операцию.
В октябре 2017 года, в числе нескольких десятков голливудских актрис, обвинила продюсера Харви Вайнштейна в сексуальных домогательствах. По словам Эверхарт, Вайнштейн заставлял её смотреть, как он мастурбирует, не позволяя покинуть комнату.

## Фильмография

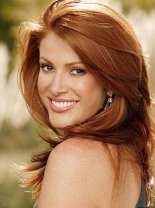
2011 год

| Год       |    | Русское название                               | Оригинальное название                           | Роль                   |
| --------- | -- | ---------------------------------------------- | ----------------------------------------------- | ---------------------- |
| 1993      | ф  | Последний киногерой                            | Last Action Hero                                | сотрудница видеосалона |
| 1995      | ф  | Шлюха                                          | Jade                                            | Патрисия Джакинто      |
| 1996      | ф  | Байки из склепа: Кровавый бордель              | Tales from the Crypt Presents: Bordello of Bloo | Лилит                  |
| 1996      | ф  | Время бешеных псов                             | Mad Dog Time                                    | Габриелла              |
| 1997      | ф  | Любовь в Париже                                | Love in Paris                                   | Ли Кэло                |
| 1997      | ф  | Цель №1                                        | Executive Target                                | Лэси                   |
| 1998      | ф  | Садовник                                       | The Gardener                                    | Келли                  |
| 1998      | с  | Третья планета от Солнца                       | 3rd Rock from the Sun                           | Хлое                   |
| 1998      | с  | Каролина в Нью-Йорке                           | Caroline in the City                            | Сьюзан                 |
| 1998      | ф  | Кое-что о сексе                                | Denial                                          | Кэндэнс                |
| 1999      | ф  |                                                | BitterSweet                                     | Саманта Дженсен        |
| 1999      | ф  | Русский киллер                                 | Running Red                                     | Катерина               |
| 1999      | ф  | Диллинджер мертв                               | Dillinger in Paradise                           | девушка                |
| 1999      | с  | Адреналин ТВ                                   | Adrenaline TV                                   | ведущая                |
| 1999      | тф | Команда «Ангелы»                               | D.R.E.A.M. Team                                 | Ким Тейлор             |
| 1999      | с  | Команда «Ангелы»                               | The Dream Team                                  | Ким Тейлор             |
| 2000      | ф  | Бродяга                                        | The Stray                                       | Кейт Грейсон           |
| 2000      | с  | Закон и порядок: Специальный корпус            | Law & Order: Special Victims Unit               | Эмили Уотербери        |
| 2000      | ф  | Убойная водка                                  | Gunblast Vodka                                  | Джейн Вудс             |
| 2000      | ф  | Точка отсчета                                  | Point Doom                                      | Джессика               |
| 2001      | ф  | Сердце камня                                   | Heart of Stone                                  | Мэри Сэндерс           |
| 2001      | ф  | Замена 4: Без права на поражение               | The Substitute: Failure Is Not an Option        | Дженни                 |
| 2001      | ф  | Последний крик                                 | Sexual Predator                                 | Бет Спинелла           |
| 2001—2002 | с  | Под прикрытием                                 | UC: Undercover                                  | Карли                  |
| 2002      | ф  | Голый свидетель                                | Bare Witness                                    | Карли Марш             |
| 2002      | ф  | Реальная сделка                                | The Real Deal                                   | Саманта Вассар         |
| 2003      | тф | Умереть первым                                 | 1st to Die                                      | Чесси Дженкс           |
| 2003      | тф |                                                | Wicked Minds                                    | Лана                   |
| 2003      | тф | Жуки                                           | Bugs                                            | Эмили Фостер           |
| 2004      | тф | Тайны Мэри Хиггинс Кларк. Смертельная медицина | The Cradle Will Fall                            | Кэти Ди Майо           |
| 2004      | тф | Тайна голливудской мамы                        | The Hollywood Mom's Mystery                     | Джулия Прентис         |
| 2004      | ф  |                                                | Bandido                                         | Натали                 |
| 2006      | ф  | Приближающееся притяжение                      | Coming Attractions                              | супермодель            |
| 2006      | ф  | Облако 9                                       | Cloud 9                                         | Джули                  |
| 2006      | с  |                                                | The Dr. Keith Ablow Show                        | Энджи                  |
| 2007      | ф  | Расплата                                       | Payback                                         | Саманта                |
| 2007      | ф  |                                                | Gone                                            | Донна Патулло          |
| 2008      | ф  | Неизвестная трилогия                           | The Unknown Trilogy                             | Донна Патулло          |
| 2009      | ф  | Снежный человек                                | Bigfoot                                         | Брук Кэлдвилл          |
| 2011      | ф  | Отвези меня домой                              | Take Me Home Tonight                            | Триша Андерсон         |
| 2011      | с  | Счастливо разведённые                          | Happily Divorced                                | Клэр                   |
| 2013      | ф  |                                                | Blunt Movie                                     | супермодель            |
| 2014      | ф  | Брачный договор                                | The Wedding Pact                                | Лаура                  |
| 2014      | тф |                                                | Model Citizen                                   | Энджи                  |
| 2016      | ф  |                                                | Woman on the Edge                               | миссис Ларсон          |
| 2017      | ф  |                                                | Anathema                                        | Камилла                |